# Hugh Freskin
Hugh Freskin (auch Hugh Freskyn oder Hugh Moray; † zwischen 1214 und 1222) war ein schottischer Adliger. Er gilt als einer der Stammväter des Clan Sutherland.

## Herkunft
Hugh Freskin war ein Sohn von William, der ein Sohn von Freskin war, der im 12. Jahrhundert aus Flandern nach Schottland gekommen war. Freskin hatte während der Herrschaft von König David I. die Baronie Duffus in Moray als Lehen erhalten. Sein Enkel Hugh hatte mit William mindestens einen Bruder.

## Unterstützer des schottischen Königs
Der schottische König Wilhelm I. versuchte während seiner Herrschaft, seine Macht auf Nordschottland auszuweiten. Hugh Freskin diente dem König wie bereits sein Vater als Sheriff von Moray, möglicherweise hatte er das Amt bereits als Erbamt vom König erhalten. Dabei geriet er 1196 in Konflikt mit Harald Maddadsson, dem mächtigen Earl of Caithness und Jarl von Orkney. Der König konnte schließlich 1202 Harald Maddadsson zur Unterwerfung zwingen. Zwischen 1202 und 1211 erhielt Hugh Freskin vom König die umfangreiche Herrschaft Sutherland als Lehen. Der König wollte offenbar mit Hilfe der bereits in Moray einflussreichen und ihm gegenüber loyalen Familie seinen Einfluss nördlich von Ross ausweiten. Hugh übergab vor 1211 einen Teil dieses Landbesitzes zwischen Skelbo und dem River Oykel an den möglicherweise mit ihm Verwandten Gilbert of Moray.

## Nachkommen
Hugh war verheiratet und hatte mindestens einen Sohn, William, der vor 1223 sein Erbe wurde und vor 1245 zum Earl of Sutherland erhoben wurde.